# Cendrillon ou la Pantoufle merveilleuse
Cendrillon ou la Pantoufle merveilleuse er en fransk stumfilm fra 1913 af Georges Méliès.